# هرانوش باباجانیان
هرانوش باباجانیان (ارمنی: Հրանուշ Բաբաջանյան؛ انگلیسی: Hranush Babajanyan؛ ۲۴ ژوئیهٔ ۱۹۰۵ – ۵ نوامبر ۱۹۷۴) یک بازیگر اهل ارمنستان بود. وی بین سال‌های - تا - میلادی فعالیت می‌کرد.

## زندگی‌نامه
وی در ۲۴ ژوئیهٔ ۱۹۰۵ در گالاتسی یا گنجه؟ به دنیا آمد . وی در تئاتر دراماتیک دولتی پطروس آدامیان ارمنیان تفلیس،  تئاتر دولتی ارمنیان باکو، تئاتر دراماتیک دولتی وارطان آجمیان گیومری، تئاتر ارمنیان کیروف‌آباد و تئاتر مخاطبان نوجوان فعالیت می‌کرد. وی همچنین برندهٔ جوایزی همچون هنرمند شایسته ارمنستان شوروی (۱۹۴۷) شده است. وی در ۵ نوامبر ۱۹۷۴ در سن ۶۹ سالگی در ایروان درگذشت.